# 里亚布奇农村居民点
里亚布奇农村居民点（俄语：Рябчинское сельское поселение）是俄罗斯联邦布良斯克州杜布罗夫卡区所属的一个农村居民点。其下辖有15个居民点，行政中心为里亚布奇。据2015年统计，该农村居民点的人口为807人。